# 3Hz
3Hz Inc. (яп. 株式会社3Hz, Kabushiki-gaisha San Herutsu) японська анімаційна студія, заснована колишніми аніматорами Kinema Citrus. Мацука Юїчіро заснував студію у березні 2013. У титрах до аніме компанія згадується як Studio 3Hz.

## Роботи

### Аніме-серіали
| Рік  | Назва                                        | Режисер(и)                               | Адаптація    | Еп. |
| ---- | -------------------------------------------- | ---------------------------------------- | ------------ | --- |
| 2014 | Sora no method                               | Сакой Масаюкі                            | Оригінальне  | 13  |
| 2016 | Dimension W (спільно з Orange)               | Камей Канта                              | Манґа        | 12  |
| 2016 | Flip Flappers                                | Ошіяма Кійотака                          | Оригінальне  | 13  |
| 2017 | Princess Principal (спільно з Actas)         | Тачібана Масакі                          | Оригінальне  | 12  |
| 2018 | Sword Art Online Alternative Gun Gale Online | Сакой Масаюкі                            | Лайт-новела  | 12  |
| 2020 | Rifle Is Beautiful                           | Такахаші Масанорі                        | Манґа        | 12  |
| 2020 | A3! (спільно з P.A.Works)                    | Сакой Масаюкі Шінохара Кейсуке (Сезон 1) | Мобільна гра | 24  |
| 2022 | Healer Girl                                  | Іріе Ясухіро                             | Оригінальне  | 12  |
| 2022 | Hataraku Maou-sama!                          | Цукуші Дайсуке                           | Лайт-новела  | 12  |
| 2023 | The Marginal Service                         | Сакой Масаюкі                            | Оригінальне  | 12  |

### OVA
| Рік  | Назва                          | Режисер(и)    | Адаптація   | Еп. |
| ---- | ------------------------------ | ------------- | ----------- | --- |
| 2015 | Sora no method                 | Сакой Масаюкі | Оригінальне | 1   |
| 2016 | Dimension W (спільно з Orange) | Камей Канта   | Манґа       | 1   |
| 2019 | Sora no method: One More Wish  | Сакой Масаюкі | Оригінальне | 1   |

### Фільми
| Рік  | Назва    | Режисер(и)                     | Адаптація   |
| ---- | -------- | ------------------------------ | ----------- |
| 2019 | Blackfox | Номура Кадзуя Шінохара Кейсуке | Оригінальне |

### Відео-ігри
| Назва                                          | Видавець     | Дата релізу     | Note(s)           |
| ---------------------------------------------- | ------------ | --------------- | ----------------- |
| Tokyo Xanadu                                   | Nihon Falcom | 30 вересня 2015 | Анімація опенінґа |
| Ys VIII: Lacrimosa of Dana                     | Nihon Falcom | 21 липня 2016   | Анімація опенінґа |
| The Legend of Heroes: Trails of Cold Steel III | Nihon Falcom | 28 вересня 2017 | Анімація опенінґа |
| The Legend of Heroes: Trails of Cold Steel IV  | Nihon Falcom | 27 вересня 2018 | Анімація опенінґа |